# Leonard Huxley
Leonard Huxley (11 décembre 1860 - 2 mai 1933) est un instituteur, écrivain et éditeur anglais.

## Biographie
Le père de Huxley est le zoologiste Thomas Henry Huxley, communément appelé le « bouledogue de Darwin ». Il fait ses études à l'University College School de Londres, à l'Université de St Andrews et au Balliol College d'Oxford. Il épouse Julia Huxley qui fonde une école. Elle est la fille de l'universitaire Tom Arnold (en). Elle est la sœur de la romancière Mary Augusta Ward, la nièce du poète Matthew Arnold et la petite-fille de Thomas Arnold, le directeur de Rugby School (immortalisé en tant que personnage dans Tom Brown's Schooldays).
Leurs quatre enfants comprennent le biologiste Julian Huxley (1887–1975) et l'écrivain Aldous Huxley (1894–1963). Leur deuxième fils, Noel Trevenen (né en 1889), s'est suicidé en 1914. Leur fille, Margaret Arnold Huxley, est née en 1899. Julia Arnold est décédée d'un cancer en 1908.
Après la mort de sa première femme, Leonard épouse Rosalind Bruce et a deux autres fils. L'aîné est David Bruce Huxley (1915–1992), dont la fille Angela épouse George Pember Darwin, fils du physicien Charles Galton Darwin. Le plus jeune est le physiologiste lauréat du prix Nobel de 1963 Andrew Huxley (1917-2012).

### Travaux
Les principales biographies de Huxley sont les trois volumes de Life and Letters of Thomas Henry Huxley et les deux volumes de Life and Letters of Sir Joseph Dalton Hooker OM GCSI. Il publie également Thomas Henry Huxley : une esquisse de personnage et une courte biographie de Darwin. Il est assistant maître à la Charterhouse School entre 1884 et 1901. Il est ensuite rédacteur en chef adjoint du Cornhill Magazine entre 1901 et 1916, devenant son rédacteur en chef en 1916.
- 1900 Vie et lettres de Thomas Henry Huxley . 2.
- 1912 Réflexions sur l'éducation tirées des écrits de Matthew Arnold (éditeur).
- 1913 Dernière expédition de Scott (éditeur). 2.
- 1918 Vie et lettres de Sir Joseph Dalton Hooker OM, GCSI. 2.
- 1920 Anniversaires, et autres poèmes.
- 1920 Thomas Henry Huxley : une esquisse de personnage.
- 1920Charles Darwin.
- 1924 Jane Welsh Carlyle : lettres à sa famille 1839–1863 (éditeur).
- 1926 Progrès et inapte.
- 1926 Réas du Cornhill.
- 1930 Elizabeth Barrett Browning : lettres à sa sœur 1846–1859 (éditeur).